# SingStar Clásicos
SingStar Clásicos es un juego de karaoke del sistema PlayStation 2 publicado por Sony Computer Entertainment Europe y desarrollado por SCEE y London Studio. Se trata de la 17.ª entrega en la saga SingStar para PS2 y el 3.er título exclusivo para España tras SingStar Operación Triunfo, aunque versiones similares se han lanzado en otros países como SingStar Italian Greatest Hits en Italia o SingStar Schlager en Alemania. 
SingStar Clásicos como el juego original, es distribuido tanto solo el juego (DVD), como el juego y un par de micrófonos acompañado - uno rojo y otro azul-. SingStar es compatible con la cámara EyeToy que sirve para visualizar a los jugadores en la pantalla mientras cantan.

## El Juego
SingStar Clásicos es un juego de karaoke popular en el que los jugadores cantan canciones para conseguir puntos. Los jugadores interactúan con el sistema PS2 por los micrófonos USB, mientras una canción es mostrada, junto a su video musical, en pantalla. Las letras de la canción son visualizadas durante toda la partida en la parte inferior de la pantalla. SingStar Clásicos reta a los jugadores a cantar como en las canciones originales, pero con su propia voz. Se trata de cantar lo más parecido o igualmente, intentando afinar igual, para poder ganar puntos. Normalmente, son 2 los jugadores los que compiten a la vez, aunque el juego incluye otro tipo de modos para más jugadores
Esta 18.ª entrega de SingStar reúne todos aquellos éxitos, procedentes de los años 60, 70 y 80 que marcaron un antes y un después en la historia de la música española. Así podremos encontrar verdaderas joyas de la canción como El baúl de los recuerdos de Karina, o Cuéntame de Fórmula V.
Esta versión de SingStar está diseñada con la misma apariencia que SingStar Canciones Disney, que a su vez es la misma que adopta la versión del juego para el sistema PS3 para los duetos, mostrándose las letras de cada jugador en el arriba o abajo en función de donde se encuentre su pentagrama de tonos. De esta manera se facilita el juego al estar ambas cosas cerca: Línea de tonos y letras. Antes las letras solo aparecían abajo. Las puntuaciones aparecerán al final del pentagrama de tonos. Esto se apreciará más en esta entrega de SingStar en la que existen duetos armónicos, es decir, se da el caso de que en una misma línea de pentagrama, cada jugador la canta en un tono diferente.
SingStar Clásicos, como todo el resto de juegos de SingStar, excepto la primera entrega, mide el tono de un jugador y no lo compara con la voz original, esto quiere decir, que se puede cantar en cualquier octava más alta o más baja y aun así se pueden conseguir puntos. Esto está preparado para aquellos jugadores que no son capaces de cantar en un registro tan alto o tan bajo como la grabación original. Además, SingStar Clásicos incluye nuevos filtros de voz que pueden ser usados en el modo Playback para distorsionar o realzar la voz grabada durante la canción.
En SingStar se puede jugar a 3 niveles distintos de dificultad -fácil, medio y difícil-. Cuanto más alto es el nivel del juego, menos podremos desafinar del tono original.
Esta versión de SingStar permite cambiar el disco de SingStar que hay dentro de la consola al principio (Al que nos referiremos como Disco Maestro), para cambiar las canciones sin la necesidad de reiniciar tu consola. Cuando hemos cambiado el disco, la interfaz de juego, la funcionalidad y la apariencia siguen permaneciendo del Disco Maestro. Esto es bastante útil con la primera versión de SingStar, que tiene varios fallos además de carecer de la capacidad de cantar en una octava menor o mayor del registro original; esto significa que hay que cantar idéntico al cantante original, con lo que es mucho más difícil. 

### Modos de Juego
- Cantar Solo - Modo para que un solo jugador cante
- Dueto - Dueto para 2 jugadores, en el que al final de la canción, sumarán sus puntuaciones.
- Batalla - Modo para 2 jugadores en el que competirán por la mejor canción. A veces también con algunas canciones en dueto, solo que sin sumar sus puntuaciones.
- Pasa el Micro - Modo multijugador especial para fiestas.

## SingStar ClásicosLista de canciones
| Artista                   | Canción                      | Observaciones                    | Disponible en Singstore |
| ------------------------- | ---------------------------- | -------------------------------- | ----------------------- |
| SingStar Clásicos         |                              |                                  |                         |
| Al Bano & Romina Power    | "Felicidad"                  | Dueto: Al Bano / Romina          | Sí                      |
| Ana Belén y Víctor Manuel | "La Puerta de Alcalá"        | Dueto: Ana Belén / Víctor Manuel | Sí                      |
| Baccara                   | "Sorry, I'm a Lady"          |                                  |                         |
| Cecilia                   | "Dama, dama"                 |                                  | Sí                      |
| Danny Daniel              | "Por El Amor de una Mujer"   |                                  |                         |
| Dúo Dinámico              | "Quisiera Ser"               | Dueto: Manuel / Ramón            | Sí                      |
| El Fary                   | "El Toro Guapo"              |                                  | Sí                      |
| Fórmula V                 | "Cuéntame"                   |                                  |                         |
| Fórmula V                 | "Eva María"                  |                                  |                         |
| Francisco                 | "Latino"                     |                                  |                         |
| Isabel Pantoja            | "Marinero de luces"          |                                  |                         |
| Jeanette                  | "Soy rebelde"                |                                  | Sí                      |
| José Luis Perales         | "Un velero llamado Libertad" |                                  | Sí                      |
| Karina                    | "El baúl de los recuerdos"   |                                  | Sí                      |
| Karina                    | "Las flechas del amor"       |                                  |                         |
| Lola Flores               | "Pena, Penita, Pena"         |                                  | Sí                      |
| Los Bravos                | "Black is Black"             |                                  |                         |
| Los Chunguitos            | "Ay Que Dolor"               |                                  |                         |
| Los Payos                 | "María Isabel"               |                                  | Sí                      |
| Manolo Escobar            | "Mi carro"                   |                                  |                         |
| Massiel                   | "La, La, La"                 |                                  | Sí                      |
| Miguel Ríos               | "Santa Lucía"                |                                  |                         |
| Mocedades                 | "Eres tú"                    |                                  | Sí                      |
| Módulos                   | "Todo Tiene Su Fin"          |                                  |                         |
| Nino Bravo                | "Te Quiero, Te Quiero"       |                                  |                         |
| Paloma San Basilio        | "Juntos"                     |                                  | Sí                      |
| Pimpinela                 | "Olvídame y Pega La Vuelta"  | Dueto: Lucía / Joaquín           |                         |
| Raffaella Carrá           | "Qué Dolor"                  |                                  | Sí                      |
| Rocío Jurado              | "Como una ola"               |                                  | Sí                      |
| Rocío Dúrcal              | "Me gustas mucho"            |                                  |                         |